# Provinz Mizque
Mizque ist eine von sechzehn Provinzen im zentralen südlichen Teil des bolivianischen Departamento Cochabamba. „Mizqui“ ist ein Quechua-Wort und bedeutet „süß, mild“.

## Lage
Die Provinz liegt auf den Hochflächen zwischen der bolivianischen Cordillera Oriental und Cordillera Central und reicht nach Süden hin bis zum Río Grande. Sie grenzt im Nordwesten an die Provinz Punata, im Westen an die Provinz Esteban Arce, im Südwesten an das Departamento Potosí, im Südosten an die Provinz Narciso Campero, im Nordosten an die Provinz Carrasco, und im Norden an die Provinz Arani.
Die Provinz erstreckt sich etwa zwischen 17° 41' und 18° 25' südlicher Breite und 65° 40' und 66° 16' westlicher Länge, ihre Ausdehnung von Westen nach Osten beträgt 60 Kilometer, von Norden nach Süden 90 Kilometer.

## Klima
Durchschnittstemperatur 16 bis 18 °C in der Talschaft, kühler in den Bergen;
300 bis 700 mm Niederschlag, Regenzeit von Dezember bis März

## Wirtschaft
Die Landwirtschaft bildet den wichtigsten Wirtschaftszweig. Hauptsächliche Kulturen sind: Kartoffeln, Mais, Weizen, Gerste, Erdnüsse, Zwiebeln, seit kurzem auch Karotten.
Nach einer Statistik der Ernährungs- und Landwirtschaftsorganisation (FAO) liegt das Einkommen der Mizqueños, d. h. der Einwohner der Provinz, bei rund 1100 US-$ pro Kopf und Jahr, wobei gleichzeitig rund zwei Drittel sehr arm und fast die Hälfte Analphabeten sind.
Mindestens beim Einkommen dürfen erhebliche Zweifel angemeldet werden, denn eine 5-köpfige Familie müsste so über 5000 US-$ verdienen, was im allerbesten Fall für einige wenige Familien zutreffen könnte. So verdient zum Beispiel ein Lehrer weniger als 200 US-$ pro Monat, ein Agronom 300 US-$, einzelne Händler kommen vielleicht auf etwas mehr. Vielleicht drücken die Minen von Vila Vila den Durchschnittsverdienst in die Höhe.

## Bevölkerung
Die Einwohnerzahl der Provinz Mizque ist in den vergangenen drei Jahrzehnten um knapp ein Drittel angestiegen:
| Jahr | Einwohner | Quelle       |
| ---- | --------- | ------------ |
| 1992 | 27 959    | Volkszählung |
| 2001 | 36 181    | Volkszählung |
| 2012 | 35 586    | Volkszählung |
| 2024 | 36 534    | Volkszählung |

43,5 Prozent der Bevölkerung sind jünger als 15 Jahre, der Alphabetisierungsgrad in der Provinz beträgt 52,2 Prozent. (1992)
Nur 37,3 Prozent der Bevölkerung sprechen Spanisch, 95,0 Prozent Quechua, und 0,9 Prozent Aymara. (1992)
94,3 Prozent der Bevölkerung haben keinen Zugang zu Elektrizität, 95,0 Prozent leben ohne sanitäre Einrichtung (1992).
90,8 Prozent der Einwohner sind katholisch, 5,0 Prozent sind evangelisch (1992).

## Gliederung
Die Provinz Mizque besteht aus den folgenden vier Verwaltungsbezirken (bolivianisch: Municipios):
- 03-1301 Municipio Mizque – 19.846 Einwohner (Volkszählung 2024)
- 03-1302 Municipio Vila Vila – 5.220 Einwohner
- 03-1303 Municipio Alalay – 3.461 Einwohner
- 03-1304 Municipio Raqaypampa – 8.007 Einwohner

## Ortschaften in der Provinz Mizque
- Municipio Mizque
  - Mizque 3474 Einw. – Mina Asientos 1884 Einw. – Tin Tin 668 Einw. – Tipa Tipa 389 Einw.

- Municipio Vila Vila
  - Vila Vila 650 Einw. – Sikimira 463 Einw. – Sivingani Sud 175 Einw. – Kaspi Corral 122 Einw. – Sotace 105 Einw. – Zapallar 84 Einw.

- Municipio Alalay
  - Alalay 324 Einw. – Lagunitas 269 Einw. – Ayapampa 146 Einw.

- Municipio Raqaypampa
  - Raqay Pampa 951 Einw. – Santiago 261 Einw. – Molinero 147 Einw.